# Ортосиликат бериллия
Ортосиликат бериллия — неорганическое соединение, соль металла бериллия и кремнёвой кислоты с формулой Be2SiO4, бесцветные кристаллы, не растворимые в воде.

## Получение
- В природе встречается минерал фенакит — силикат бериллия с незначительными примесями.

- Сплавление оксидов бериллия и кремния:

{\displaystyle {\mathsf {2BeO+SiO_{2}\ {\xrightarrow {600-2000^{o}C}}\ Be_{2}SiO_{4}}}}
- Сплавление оксида бериллия и силиката лития:

{\displaystyle {\mathsf {2BeO+Li_{4}SiO_{4}\ {\xrightarrow {600-2000^{o}C}}\ Be_{2}SiO_{4}+2Li_{2}O}}}

## Физические свойства
Ортосиликат бериллия образует бесцветные кристаллы тригональной сингонии, пространственная группа R 3, параметры ячейки a = 1,2434 нм, c = 0,8220 нм, Z = 18.

## Химические свойства
- Реагирует с серной кислотой:

{\displaystyle {\mathsf {Be_{2}SiO_{4}+2H_{2}SO_{4}\ {\xrightarrow {}}\ 2BeSO_{4}+H_{4}SiO_{4}}}}
- Реагирует с плавиковой кислотой:

{\displaystyle {\mathsf {Be_{2}SiO_{4}+8HF\ {\xrightarrow {}}\ 2BeF_{2}+SiF_{4}+4H_{2}O}}}